# Арогясвами Паулрадж
Арогясвами Паулрадж (англ. Arogyaswami Paulraj; род. 14 апреля 1944 года) — профессор Стенфордского университета, известный как один из изобретателей, усовершенствовавших технологии MIMO для систем связи.

## Биография
Родился в 1944 году в семье Синаппана Рогясвами. В пятнадцать лет вступил в индийскую армию, где прослужил 26 лет. С 1991 года работал в Стэнфордском университете. В 2014 году награждён премией Маркони за новаторский вклад в разработку теории и применения адаптивных антенн для MIMO-систем связи.